# 多羅霍伊

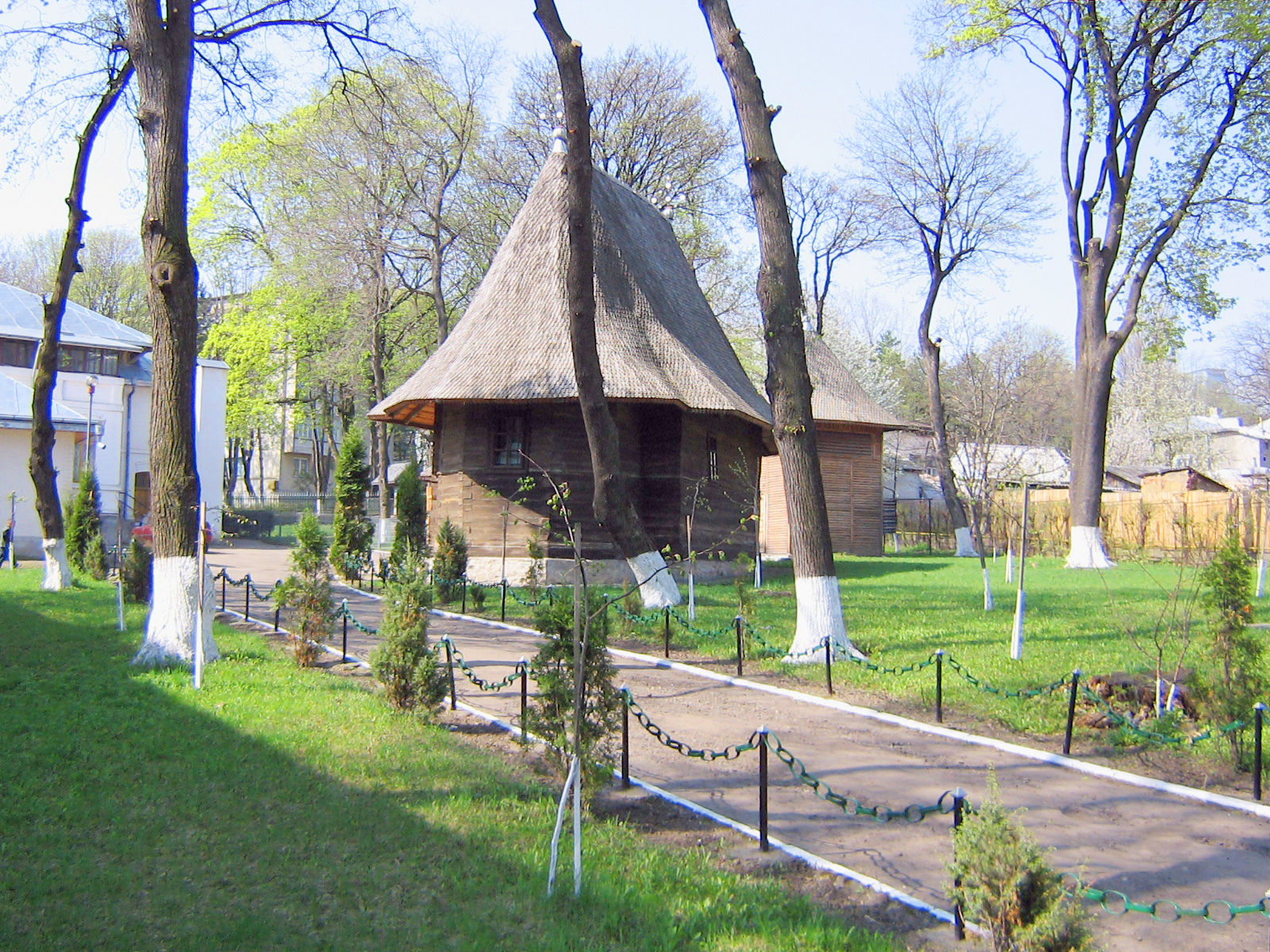

多羅霍伊是羅馬尼亞的城市，位於該國東北部日日亞河右岸，距離首府博托沙尼30公里，由博托沙尼縣負責管轄，面積60.39平方公里，海拔高度150米，2009年人口30,162，大多數居民信奉東正教。

## 友好城市
- 法國绍莱

## 外部連結
- Dorohoi（页面存档备份，存于）
- Jewish Dorohoi （页面存档备份，存于）